# 雀宮町
雀宮町（すずめのみやまち）は栃木県の南部、河内郡に属していた町である。

## 地理
- 河川：田川、新川

## 歴史
- 1889年（明治22年）4月1日 町村制施行により、雀宮村、下反町村、下横田村、東谷村、中島村、上御田村、羽牛田村、針谷村、御田長島村、茂原村が合併し河内郡雀宮村が成立する。
- 1953年（昭和28年）11月1日 雀宮村が町制施行し雀宮町となる。
- 1955年（昭和30年）4月1日 姿川村とともに宇都宮市へ編入され消滅。

## 交通

### 鉄道
- 日本国有鉄道（現：東日本旅客鉄道）
  - 東北本線：雀宮駅